# Протестантизм в Литве

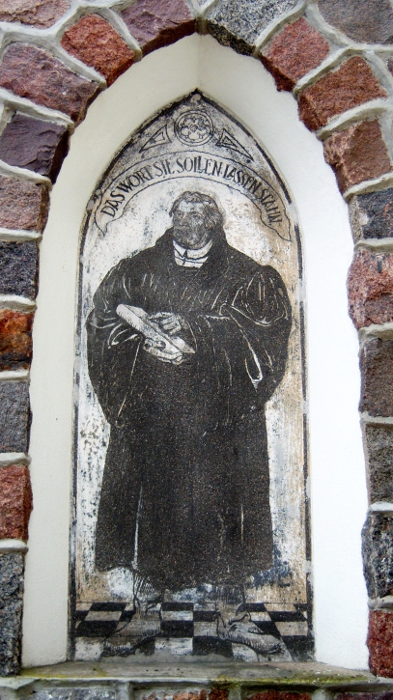
Изображение Лютера на евангелическо-лютеранской церкви в г. Шилуте

Протестантизм в Литве появляется в 1520 году среди остзейских немцев, исповедовавших лютеранство. Во многом распространение протестантизма в Литве связывают с деятельностью Николая Чёрного Радзивилла смерть которого стала «тяжелым ударом, который потерпел протестантизм в Литве». Географически протестантизм в Литве распространен на территории так называемой «Малой Литвы» и «Прусской Литвы» то есть северо-восточной части этнокультурного региона Восточной Пруссии — города Кёнигсберг (Калининград), Тильзит (Советск), Клайпеда (Мемель). Считается, что протестантизм сыграл особую роль в культурной эволюции Литвы — в частности деятельность протестантских пасторов во многом способствовала сохранению литуанистической традиции в регионе, а также именно в среде реформаторов впервые обнаруживается употребление в церковной практике литовского языка.
Таким образом, труды деятелей Реформации дали толчок развитию всей литовской культуры и, особенно, книгопечатания. Развивалась литовская литература, в том числе светская. Именно в Восточной Пруссии появилась первая книга на литовском языке — «Катехизис» Мартина Мажвидаса. В протестантских общинах впервые и прозвучало Слово Божье на литовском языке.

## История протестантизма в Литве
Крестоносцы после жестоких войн покорили почти все прибалтийские земли кроме Литвы и всех местных жителей, православных и язычников насильно крестили в католичество. В период войн и потрясений XVI и начала XVII века жители Прибалтики почти утратили христианство, вновь вернувшись к поклонениям священным рощам и деревьям. Иезуиты в Литве и Латгалии, протестантские пасторы в Лифляндии, Курляндии и Эстляндии фактически вторично крестили прибалтов. В XVI веке протестантизм получил в литовских землях определённую популярность. Самым первым произведением на литовском языке были «Простые слова катехизиса» Лютера в изложении Мартина Мосвидиуса (Мажвидаса). Эта книга была издана в 1547 году в Пруссии, в Кёнигсберге.
Особое распространение протестантизм получил в Малой Литве. Именно Малую Литву до XVI в. называли Литвой. Немецкий орден владел землями до 1525 г. Благодаря влиянию протестантской церкви Прусского государства Малой Литвы образовалась особая литовская культура, которая отличалась от культуры других регионов Литвы. Регион этот является одним из основных в литовской культуре. Здесь была напечатана первая книга на литовском языке, переведена Библия на литовский язык, выпущена первая грамматика литовского языка, а также первая газета на литовском языке.

### Великое княжество Литовскоев периодРеформации

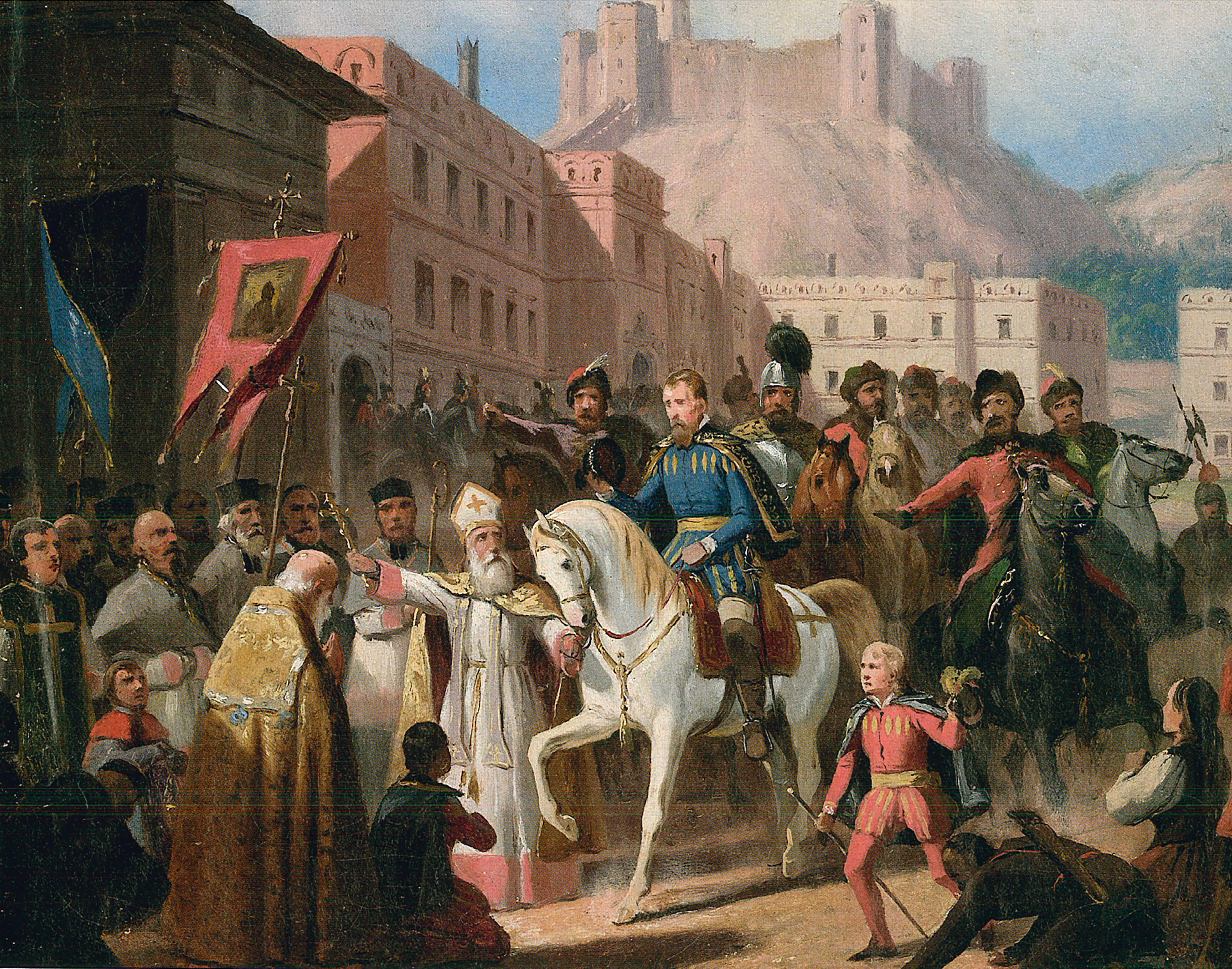
Виленский епископ П. Гольшанский прекрывает путь Сигизмунду Августу к домам протестанов

Идеи ранней Реформаци в Литве, которые начало распространять среднее дворянство десятилетием ранее (прежде всего, Авраам Кульветис, написавший в 1543 г. в Литве первый протестантский текст — Confessio fidei — адресованный королеве Боне Сфорца), были подавлены, первое поколение протестантов ВКЛ было вынуждено эмигрировать в соседний Кенигсберг. Новая волна культурного переворота, которую возглавила политическая фигура высшего ранга — Николай Радзивилл Чёрный, привела в замешательство местных католических иерархов, не подготовленных к тому, чтобы остановить стремительное распространение Реформации. Подобная ситуация оказалась благоприятной для агентов Реформации с Запада, пытавшихся подтолкнуть Литву к Реформации и инкорпорировать в сообщество реформированных стран.
Кроме того, не последнюю роль в популяризации именно лютеранство на территории Литвы сыграл итальянский проповедник Пьетро Паоло Верджерио Младший (1498—1565). В начале сентября 1556 г. Верджерио отправился в Вильну, а позднее и в Польшу, питая надежду на то, что сможет повлиять на решение религиозных вопросов, которые должны были обсуждаться в сейме в ноябре месяце. Первый визит Верджерио в вышеупомянутом регионе продолжался около девяти месяцев, то есть до апреля 1557 г. В Вильну Верджерио прибыл 4 сентября 1556 г. (24 августа он ещё писал из Кенигсберга) и жил в Литве до 12 ноября. Хотя Верджерио прекрасно понимал, что среди исповедующих протестантизм в этой стране многие не являются приверженцами доктрины Аугсбургского исповедания, тем не менее он благосклонно оценивал перспективы установления лютеранизма в стране.
Деятель, благодаря которому можно было надеяться не только на сближение с правителем Сигизмундом Августом, но и на возможность влияния на принимаемые им решения по религиозным вопросам, был князь ВКЛ, виленский воевода Николай Радзивилл Чёрный (1515—1565) — фаворит правителя уже с 1543 г., то есть с тех пор, когда Сигизмунд Август стал Великим князем Литовским и прибыл в постоянную резиденцию в Вильну. В 1550—1551 гг. Радзивилл был назначен на высокую государственную должность — канцлера ВКЛ и виленского воеводы, которая укрепила его политический авторитет и расширила возможности для инициирования реформационных процессов: Чёрный с 1553 г. стал не только первым аристократом ВКЛ, перешедшим в лагерь протестантов, но и лидером Реформации в Литве, а также основателем Евангелической церкви ВКЛ. С 1553 г. в Брестской типографии, основанной во владениях Радзивилла, начали печатать первые книги ВКЛ, напечатанные латинским шрифтом — протестантские катехизические издания (катехизисы, песнопения и др.), ориентированные на широкую публику, выходили они на польском языке — между тем в частных владениях, несмотря на запреты Церкви, организовывали протестантские богослужения. У евангелической общины ВКЛ, собранной Радзивиллом Чёрным, пока ещё не было устойчивой религиозной доктрины. Конфессиональная идентичность создавалась на основе критики пороков римского общества, доктрина сочетала в себе черты двух течений — лютеранства и реформатства, а сам Радзивилл Чёрный лелеял идею создания независимой Церкви.

### Протестантизм вРечи Посполитой
С XVII века на волне общеевропейской популярности Реформации в Речи Посполитой строились протестантские храмы и развивались прореформационные настроения в среде элиты и зажиточных слоев населения. К протестантам относили себя подавляющее большинство магнатерии, что заставляло считаться с их мнением и интересами. Когда Великое княжество Литовское подписало унию со Швецией в Кейданах в 1655 году, парламент Литвы состоял из большинства лютеран и лишь двоих православных. Реформаторское движение в ВКЛ было тесно связано с гуманистической культурой и реформаторскими событиями на западе Европы. Политическая элита Великого княжества с целью укрепления политического самосознания нации в XVI веке сделала ставку на Реформацию, пытаясь преодолеть таким образом влияние католической Польши и православного Русского царства. Самобытный путь развития ВКЛ приостановила война, когда в 1563 году войсками Ивана Грозного был захвачен Полоцк. Великое княжество Литовское было вынуждено обратиться за помощью к Польше. Начались переговоры об объединении ВКЛ и Польши в единое государство, результатом которых стало подписание в 1569 году Люблинской унии. Это привело к переходу части влиятельных деятелей ВКЛ в католичество.
На момент создания Речи Посполитой протестантство господствовало в немецкой Пруссии и Ливонии, где немцы распространили лютеранство среди латышского и эстонского большинства, ранее исповедовавшего католичество. В 1540- ых в Польшу и Литву проникает кальвинизм и чешские братья-гуситы. Постепенно открываются церкви, издаются протестантские библии. К 1560-м протестанты были уравнены в правах с католиками и православными и даже доминировали в нескольких литовских воеводствах: «Протестантская проповедь добросовестного исполнения долга особенно хорошо ложилась на национальный характер жителей Белой Руси. В Новогрудском воеводстве из 600 семей православной шляхты более 580 стали протестантами». Новое вероучение способствовало появлению первых книг на польском и литовском языках, их развитию. При короле Стефане Батории набирает обороты контрреформация, эффективно осуществлённая орденом иезуитов. Участились преследования протестантов и погромы общин, храмов. Шляхта стала возвращаться в католичество. В первой половине XVII века и в ходе «Кровавого потопа» протестантские общины были почти полностью искоренены.

### Российская империя c 1795 по 1918 г.
Согласно статистическому справочнику «Города России в 1904 г.», в Вильно проживало 12 % православных и старообрядцев, 34,7 % католиков, 51,5 % иудеев и только 1,2 % протестантов.

## Протестантские течения представленные в Литве

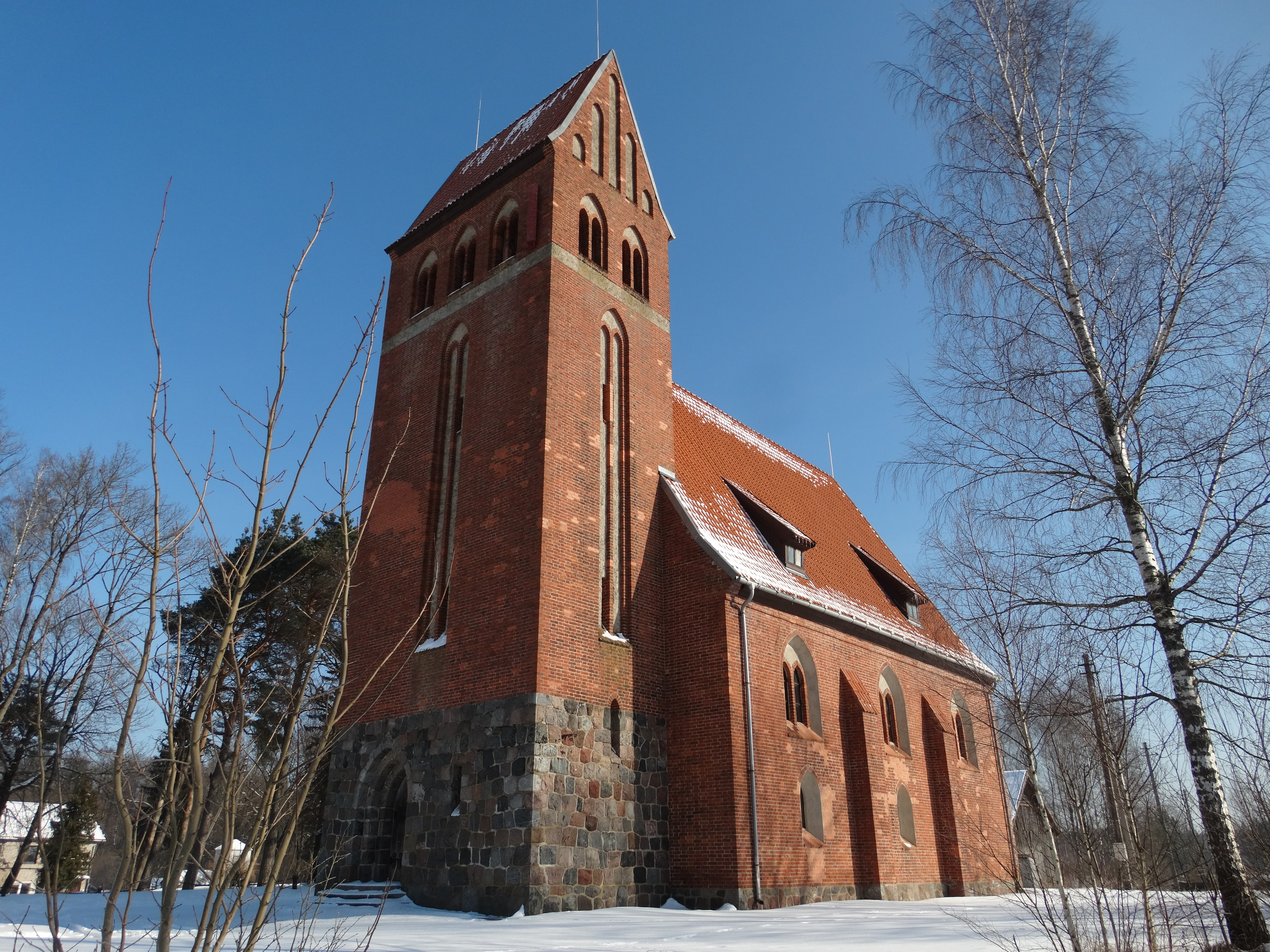
Лютеранская церковь в Жукай

### Лютеранство в Литве
После прихода Реформации в Великое княжество Литовское, в 1550 город Каунас принял Аугсбургское исповедание. В 1555 в Вильне образовался первый лютеранский приход. В 1783 г. была образована национальная лютеранская церковь Великого княжества Литовского, возглавляемая консисторией. Она состояла из 25 приходов, из них 17 находились на территории Литвы в её современных границах.
Исторически, статистика численности лютеран в Литве ненадежна, но в 1864 г. в Ковенской губернии их количество оценивается в 37 тыс. прихожан в 22 приходах, тогда как в Виленской губернии насчитывалось только 3 прихода. Пасторами обычно были немцы, получившие образование в университетах Германии, в Дерпте или Риге, паству составляли немцы, литовцы и поляки.
В июле-сентябре 1915 г. территория Литвы была занята войсками Германии. Значительной вехой стало рукоположение епископов Евангелическо-лютеранской церкви Литвы Натаном Сёдерблумом. Немецкие власти активно поддерживали лютеранство, что иногда имело обратный эффект. В 1920 г. в Литве насчитывалось 55 приходов, включавших ок. 70 тыс. лютеран, 32 пастора, но в 1969 г. в составе церкви было только 25 приходов (7 священников и 6 диаконов).
В 1993 году в финском городе Порвоо между Англиканской Церковью с одной стороны, и Скандинавскими лютеранскими церквями, а также лютеранскими церквями Исландии, Эстонии и Литвы было заключено экуменистическое согласие.

По данным 2008 г., в Литве насчитывается около 9 650 прихожан Лютеранской церкви, 54 прихода, 19 пасторов и 2 диакона. Лютеране составляют ок. 1% населения Литвы и являются 3-й по численности религиозной общностью страны. 

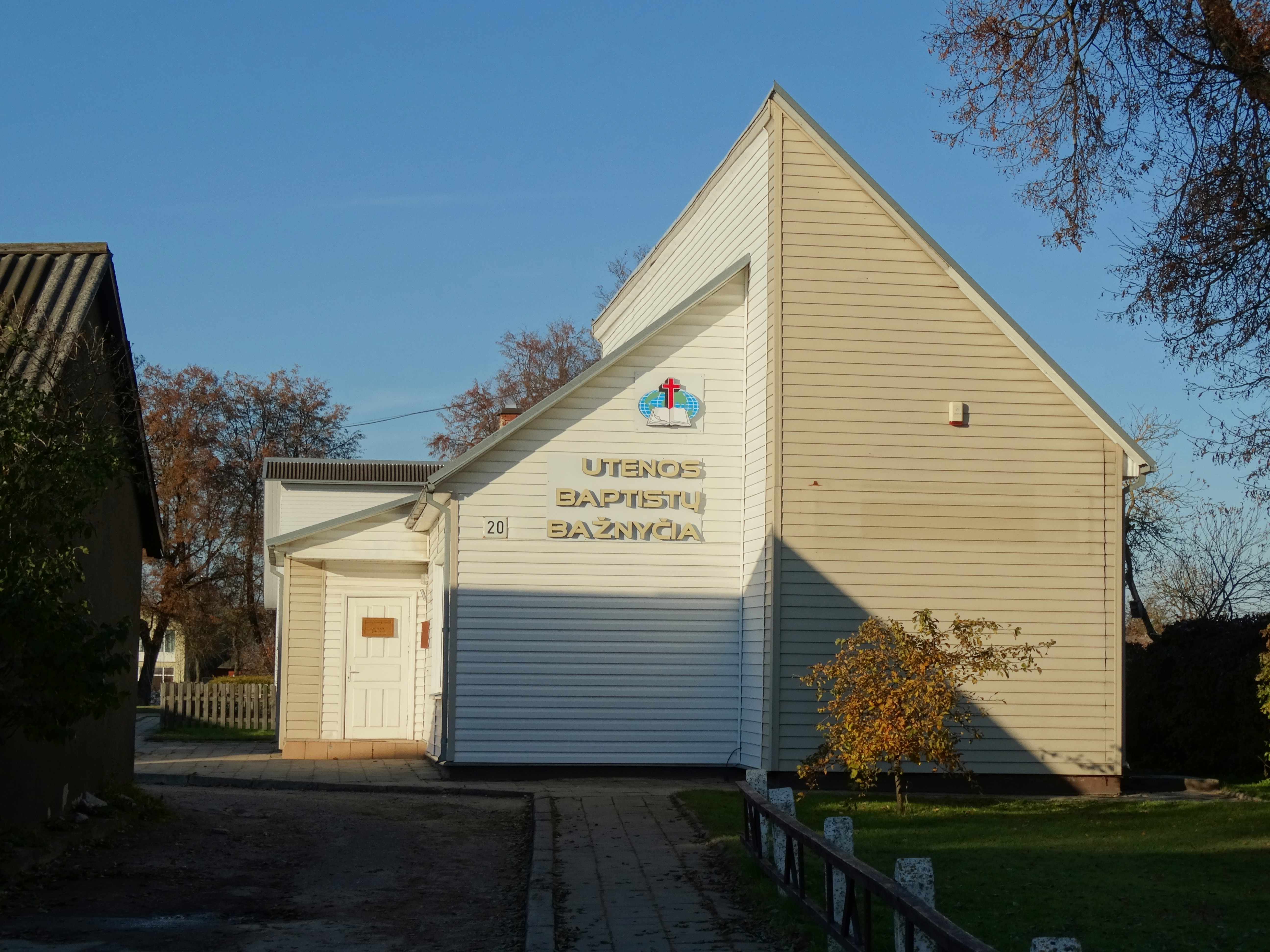
Баптистская церковь в г. Утена

### Баптизм в Литве
На территории современной Литвы первые баптистские общины появились в 1841 г. в Клайпеде. Впрочем, согласно Первой Всероссийской переписи 1897 г., в Виленской губернии о принадлежности к баптизму никто не заявил.
До Первой мировой войны в Мемельском крае действовали три баптистский церкви и две немецкие баптистские общины, церкви в Скуодасе и Мажейкяй, Илакяй. В конце XIX в. была создана немецкая баптистская церковь в Каунасе, которая к 1914 г. насчитывала более 300 человек. В 1902 году была создана община в Ковно, распространившая своё влияние на белоруско-польско-литовские территории, и благодаря её миссионерской деятельности были организованы общины в Белостоке, Вильно, Воложине. Первые миссионеры и пресвитеры общин в Ковно и Белостоке в начале XX века были немецкого происхождения.
Примерно с 1923 по 1940 гг. в Шяуляе выходила ежемесячная газета евангельских баптистов «Tiesos draugas» (лит. «Друг истины»).

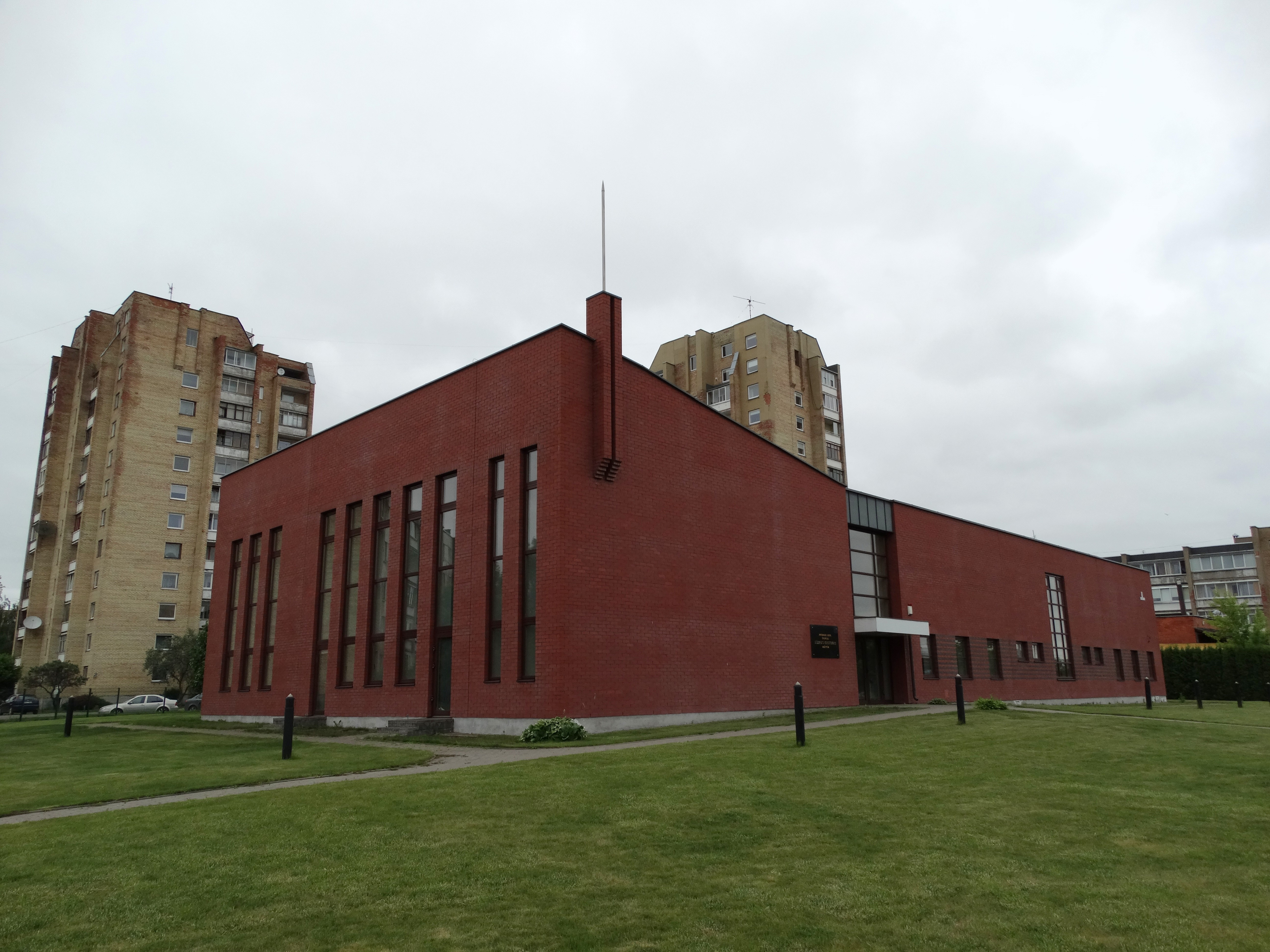
Церковь Иисуса Христа святых последних дней в Каунасе

### Мормонизм в Литве
В истории Церкви Иисуса Христа Святых последних дней в Литве упоминается небольшой приход, основанный в 1907 году в Клайпеде. Верующие регулярно встречались примерно до 1934 года, когда местные власти попросили миссионеров покинуть страну.
Церковь Иисуса Христа Святых последних дней вновь проникает в Литву в 1987 году. Тогда президент финской миссии Стивен Рэй Мечем, был благословлен Расселом М. Нельсоном, будущем президентом Церкви, на начало миссионерской работы в странах Балтии и России. После распада Советского Союза значительный вклад в распространение мормонизма на территории Литвы внесли американский профессор и проповедник Роберт Рис. Согласно статистическим данным, в Литве насчитывается около 1000 мормонов, 5 приходов и 4 центра семейно-исторической работы, что составляет примерно 0,01 % от числа всех верующих в Литве.

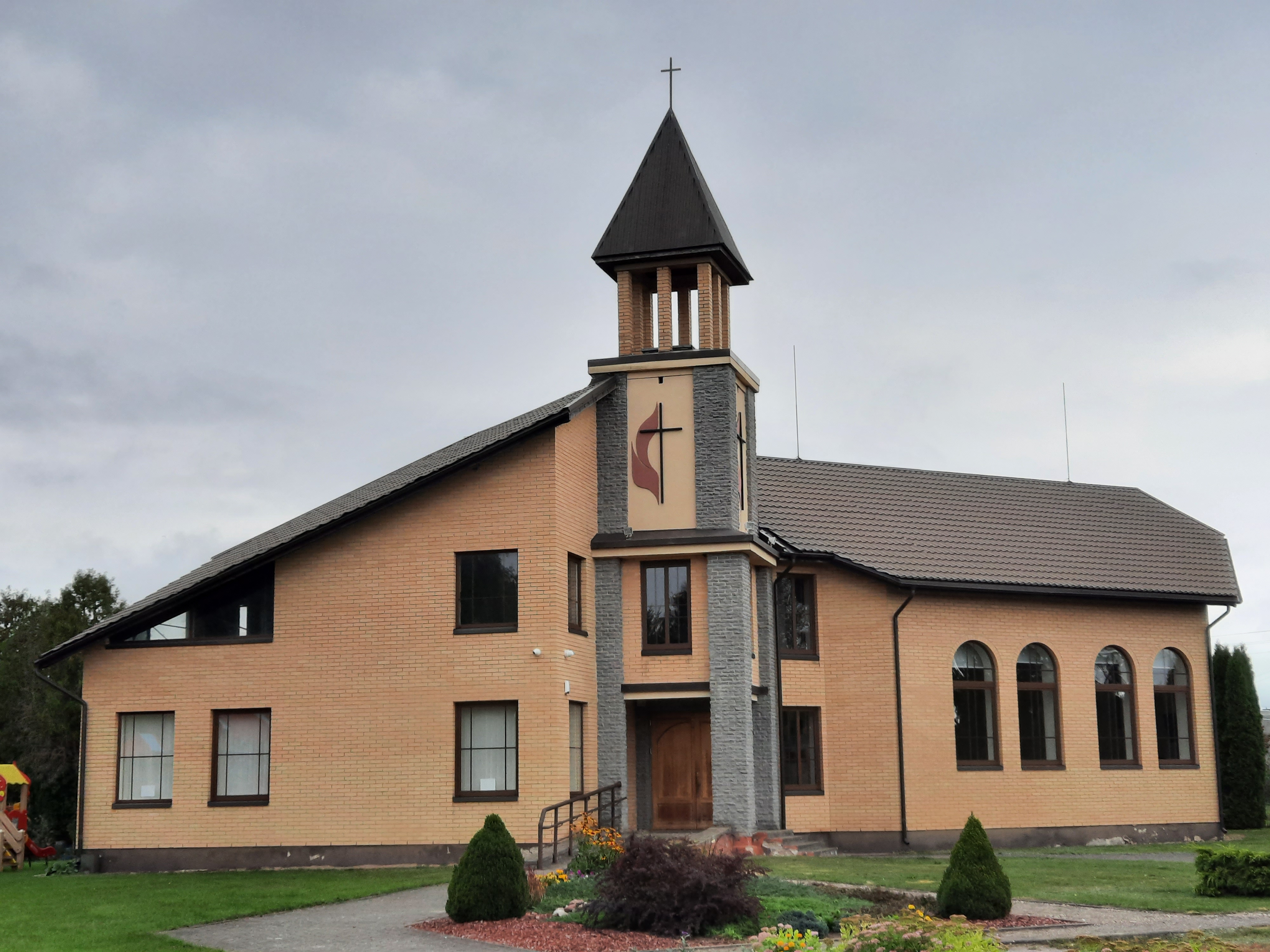
Методистская церковь в Пильвишкяй

### Методизм в Литве
В Российской империи методизм появился в конце девятнадцатого века. Из Великого княжества Финляндского, в 1889 году в Санкт-Петербург был направлен первый проповедник для служения среди финского населения. Далее - миссионеры были отправлены в Литву. Их деятельность началась в 1905 году.
Заметное распространение методизма началось только в 1920 году. В отличие от остальных неопротестантских движений, оно не было связано с деятельностью уже существовавших в этой местности общин и было единственным вероучением, появившимся здесь в результате деятельности иностранной религиозной организации. Распространение методизма было связано с деятельностью Миссии методистов (Methodist Mission of Americaka Committee for Poland) – представительства Южноамериканского костёла методистов, созданной в 1920 году для оказания помощи жертвам Первой мировой войны. Миссия начала свою деятельность с чисто гуманитарной, постепенно переходя к открытой религиозной пропаганде своего вероучения. Основной территорией деятельности методистов были территории белорусско-литовского пограничья, а именно в Вильно, Гродно, Радашковичи, Клецк. Наиболее тесную связь методизм имел с белорусским национальным движением, представители которого находились преимущественно на данных территориях. Центром методизма тогда стала белорусская гимназия в Радашковичах.

## Современное положение
Население страны неоднородно по конфессиональной принадлежности. Верующие литовцы в подавляющем большинстве придерживаются католицизма. Примерно 77,2 % населения относят себя к этой религии. Однако это государство можно назвать многоконфессиональным, в нём живут последователи таких религиозных течений, как караизм, православие, старообрядчество, иудаизм, лютеранство и последователи нетрадиционных, с точки зрения правительства, религиозных общин — Свидетелей Иеговы, баптистов, Адвентистов седьмого дня, Церкви Иисуса Христа Святых последних дней (мормонов), Новоапостольской церкви и пр.  Согласно статье 26 Конституции Литовской Республики свобода мысли, вероисповедания и совести ограничению не подлежит. Каждый человек имеет право на свободу выбора любой религии или вероисповедания может и единолично или сообща с другими, в частном или публичном порядке её исповедовать, отправлять религиозные обряды, практиковать вероисповедание и обучать ему.